# RSC Anderlecht in het seizoen 2023/24

## Spelerskern
Dit was de selectie voor het voetbalseizoen 2023/24.
| No.           | Naam                | Nationaliteit | Geboortedatum | Vorige club                     |
| ------------- | ------------------- | ------------- | ------------- | ------------------------------- |
| Keepers       |                     |               |               |                                 |
| 1             | Maxime Dupé         | Frankrijk     | 03-03-1993    | Toulouse FC (2020-2023)         |
| 26            | Colin Coosemans     | België        | 03-08-1992    | KAA Gent (2018-2021)            |
| 33            | Kasper Schmeichel   | Denemarken    | 05-11-1986    | OGC Nice (2022-2023)            |
| 63            | Timon Vanhoutte     | België        | 29-04-2004    | Eigen jeugd                     |
| Verdedigers   |                     |               |               |                                 |
| 5             | Moussa N'Diaye      | Senegal       | 18-06-2002    | Barcelona Atlètic (2021-2022)   |
| 14            | Jan Vertonghen      | België        | 24-04-1987    | SL Benfica (2020-2022)          |
| 15            | Ludwig Augustinsson | Zweden        | 21-04-1994    | Sevilla FC (2021-2023)          |
| 22            | Louis Patris        | België        | 07-06-2001    | Oud-Heverlee Leuven (2021-2023) |
| 47            | Lucas Lissens       | België        | 25-07-2001    | Eigen jeugd                     |
| 54            | Killian Sardella    | België        | 02-05-2002    | Eigen jeugd                     |
| 56            | Zeno Debast         | België        | 24-10-2003    | Eigen jeugd                     |
| Middenvelders |                     |               |               |                                 |
| 10            | Yari Verschaeren    | België        | 12-07-2001    | Eigen jeugd                     |
| 17            | Théo Leoni          | België        | 21-04-2000    | Eigen jeugd                     |
| 18            | Majeed Ashimeru     | Ghana         | 10-10-1997    | Red Bull Salzburg (2019-2021)   |
| 19            | Justin Lonwijk      | Nederland     | 21-12-1999    | FC Dynamo Kiev (2022-2023)      |
| 21            | Amadou Diawara      | Guinee        | 17-07-1997    | AS Roma (2019-2022)             |
| 23            | Mats Rits           | België        | 18-07-1993    | Club Brugge (2018-2023)         |
| 25            | Thomas Delaney      | Denemarken    | 05-05-2002    | Sevilla FC (2021-2023)          |
| 61            | Kristian Arnstad    | Noorwegen     | 07-09-2003    | Eigen jeugd                     |
| Aanvallers    |                     |               |               |                                 |
| 7             | Francis Amuzu       | België, Ghana | 23-09-1999    | Eigen jeugd                     |
| 8             | Alexis Flips        | Frankrijk     | 17-01-2000    | Stade de Reims (2021-2023)      |
| 9             | Benito Raman        | België        | 07-11-1994    | FC Schalke 04 (2019-2021)       |
| 11            | Thorgan Hazard      | België        | 29-03-1993    | Borussia Dortmund (2019-2023)   |
| 12            | Kasper Dolberg      | Denemarken    | 06-10-1997    | OGC Nice (2019-2023)            |
| 20            | Luis Vázquez        | Argentinië    | 24-04-2001    | CA Boca Juniors (2019-2023)     |
| 29            | Mario Stroeykens    | België        | 29-09-2004    | Eigen jeugd                     |
| 32            | Nilson Angulo       | Ecuador       | 19-06-2003    | LDU Quito (2021-2022)           |
| 36            | Anders Dreyer       | Denemarken    | 02-05-1998    | FC Midtjylland (2022)           |
| 77            | Tudor Mendel-Idowu  | Engeland      | 15-01-2005    | Chelsea FC (2013-2023)          |

## Jupiler Pro League

### Reguliere competitie

#### Wedstrijden
| Jupiler Pro League                                                                                          |                                                             |                                     |                                                | |                                                                          |
| Wedstrijddetails                                                                                            | Thuisploeg                                                  | Uitslag                             | Uitploeg                                       | Opstelling | Kaarten                                                                  |
| Heenronde                                                                                                   |                                                             |                                     |                                                | |                                                                          |
| 28 juli 2023 20:45 Joseph Marienstadion Vorst Ref.: Bram Van Driessche Toeschouwers: 7.000                  | Union Sint-Gillis                                           | 2 – 0                               | Anderlecht                                     | Dupé Patris (68' Sardella), Debast, Vertonghen , N'Diaye Ashimeru (81' Raman), Diawara (90+1' Stroeykens), Arnstad (68' Leoni) Dreyer, Dolberg, Amuzu                               | 75' Sardella 83' Vertonghen 87' Leoni                                    |
| 28 juli 2023 20:45 Joseph Marienstadion Vorst Ref.: Bram Van Driessche Toeschouwers: 7.000                  | Eckert 30' Puertas 90+8' (pen.)                             | 1 – 0 2 – 0                         |                                                | Dupé Patris (68' Sardella), Debast, Vertonghen , N'Diaye Ashimeru (81' Raman), Diawara (90+1' Stroeykens), Arnstad (68' Leoni) Dreyer, Dolberg, Amuzu                               | 75' Sardella 83' Vertonghen 87' Leoni                                    |
| 6 augustus 2023 13:30 Lotto Park Anderlecht Ref.: Jasper Vergoote Toeschouwers:                             | Anderlecht                                                  | 1 – 0                               | Antwerp                                        | Dupé Sardella (83' Patris), Debast, Vertonghen , N'Diaye (84' Delcroix) Leoni, Diawara, Stroeykens (61' Lonwijk) Dreyer, Dolberg (83' Vázquez), Amuzu (69' Raman)                   | 90+3' Patris                                                             |
| 6 augustus 2023 13:30 Lotto Park Anderlecht Ref.: Jasper Vergoote Toeschouwers:                             | Dolberg 45+5' (pen.)                                        | 1 – 0                               |                                                | Dupé Sardella (83' Patris), Debast, Vertonghen , N'Diaye (84' Delcroix) Leoni, Diawara, Stroeykens (61' Lonwijk) Dreyer, Dolberg (83' Vázquez), Amuzu (69' Raman)                   | 90+3' Patris                                                             |
| 13 augustus 2023 13:30 Stayen Sint-Truiden Ref.: Lawrence Visser Toeschouwers: 8.000                        | STVV                                                        | 0 – 1                               | Anderlecht                                     | Dupé Patris, Sardella, Vertonghen , N'Diaye Leoni, Diawara (77' Kana), Stroeykens (61' Arnstad) Dreyer, Dolberg (89' Lonwijk), Amuzu (77' Raman)                                    | 21' Stroeykens 56' Dreyer 68' Arnstad 82' N'Diaye 84' Leoni 90+3' Patris |
| 13 augustus 2023 13:30 Stayen Sint-Truiden Ref.: Lawrence Visser Toeschouwers: 8.000                        |                                                             | 0 – 1                               | 53' N'Diaye                                    | Dupé Patris, Sardella, Vertonghen , N'Diaye Leoni, Diawara (77' Kana), Stroeykens (61' Arnstad) Dreyer, Dolberg (89' Lonwijk), Amuzu (77' Raman)                                    | 21' Stroeykens 56' Dreyer 68' Arnstad 82' N'Diaye 84' Leoni 90+3' Patris |
| 20 augustus 2023 13:30 Lotto Park Anderlecht Ref.: Jonathan Lardot Toeschouwers: 19.845                     | Anderlecht                                                  | 2 – 1                               | Westerlo                                       | Dupé Sardella, Debast, Vertonghen , N'Diaye Leoni, Diawara, Rits (83' Kana) Flips (71' Stroeykens), Dolberg (83' Vázquez), Raman (61' Amuzu)                                        | 45+2' Diawara                                                            |
| 20 augustus 2023 13:30 Lotto Park Anderlecht Ref.: Jonathan Lardot Toeschouwers: 19.845                     | Dolberg 1' Vertonghen 72'                                   | 1 – 0 2 – 0 2 – 1                   | 81' Jordanov                                   | Dupé Sardella, Debast, Vertonghen , N'Diaye Leoni, Diawara, Rits (83' Kana) Flips (71' Stroeykens), Dolberg (83' Vázquez), Raman (61' Amuzu)                                        | 45+2' Diawara                                                            |
| 27 augustus 2023 18:30 Lotto Park Anderlecht Ref.: Lothar D'hondt Toeschouwers: 20.000                      | Anderlecht                                                  | 2 – 1                               | Charleroi                                      | Dupé Sardella, Debast, Vertonghen , N'Diaye (88' Augustinsson) Rits (65' Delaney), Diawara, Leoni Flips (77' Stroeykens), Dolberg (77' Vázquez), Raman (46' Amuzu)                  |                                                                          |
| 27 augustus 2023 18:30 Lotto Park Anderlecht Ref.: Lothar D'hondt Toeschouwers: 20.000                      | Leoni 34' Amuzu 78'                                         | 1 – 0 1 – 1 2 – 1                   | 76' Andreou                                    | Dupé Sardella, Debast, Vertonghen , N'Diaye (88' Augustinsson) Rits (65' Delaney), Diawara, Leoni Flips (77' Stroeykens), Dolberg (77' Vázquez), Raman (46' Amuzu)                  |                                                                          |
| 3 september 2023 18:30 Cegeka Arena Genk Ref.: Bram Van Driessche Toeschouwers: 20.655                      | KRC Genk                                                    | 1 – 1                               | Anderlecht                                     | Dupé Sardella, Debast, Vertonghen , Augustinsson (55' N'Diaye) Delaney (90+3' Diawara), Leoni, Rits Dreyer (90+3' Stroeykens), Dolberg (69' Vázquez), Flips (69' Amuzu)             | 9' Vertonghen 24' Delaney 32' Debast 49' Flips 54' Rits 89' Vázquez      |
| 3 september 2023 18:30 Cegeka Arena Genk Ref.: Bram Van Driessche Toeschouwers: 20.655                      | Arokodare 90+7'                                             | 0 – 1 1 – 1                         | 71' Amuzu                                      | Dupé Sardella, Debast, Vertonghen , Augustinsson (55' N'Diaye) Delaney (90+3' Diawara), Leoni, Rits Dreyer (90+3' Stroeykens), Dolberg (69' Vázquez), Flips (69' Amuzu)             | 9' Vertonghen 24' Delaney 32' Debast 49' Flips 54' Rits 89' Vázquez      |
| 17 september 2023 16:00 Guldensporenstadion Kortrijk Ref.: Kevin Van Damme Toeschouwers: 9.036              | KV Kortrijk                                                 | 2 – 2                               | Anderlecht                                     | Dupé Sardella, Debast, Vertonghen , N'Diaye (90' Dreyer) Delaney, Leoni (76' Vázquez), Rits (59' Patris) Flips (59' Hazard), Dolberg, Amuzu                                         | 54' Debast 90+5' Hazard                                                  |
| 17 september 2023 16:00 Guldensporenstadion Kortrijk Ref.: Kevin Van Damme Toeschouwers: 9.036              | De Neve 19' Avenatti 57' (pen.)                             | 1 – 0 1 – 1 2 – 1 2 – 2             | 20' Dolberg 90+7' Dreyer                       | Dupé Sardella, Debast, Vertonghen , N'Diaye (90' Dreyer) Delaney, Leoni (76' Vázquez), Rits (59' Patris) Flips (59' Hazard), Dolberg, Amuzu                                         | 54' Debast 90+5' Hazard                                                  |
| 24 september 2023 18:30 Lotto Park Anderlecht Ref.: Lawrence Visser Toeschouwers: 21.000                    | Anderlecht                                                  | 1 – 1                               | Club Brugge                                    | Schmeichel Sardella, Debast, Vertonghen , Augustinsson Delaney (45+2' Diawara), Leoni, Rits Hazard (76' Flips), Dolberg (43' Vázquez), Amuzu (76' Dreyer)                           | 90+3' Vázquez                                                            |
| 24 september 2023 18:30 Lotto Park Anderlecht Ref.: Lawrence Visser Toeschouwers: 21.000                    | Dolberg 40'                                                 | 1 – 0 1 – 1                         | 64' Skov Olsen                                 | Schmeichel Sardella, Debast, Vertonghen , Augustinsson Delaney (45+2' Diawara), Leoni, Rits Hazard (76' Flips), Dolberg (43' Vázquez), Amuzu (76' Dreyer)                           | 90+3' Vázquez                                                            |
| 30 september 2023 16:00 Kehrwegstadion Eupen Ref.: Brent Staessens Toeschouwers: 7.399                      | KAS Eupen                                                   | 1 – 3                               | Anderlecht                                     | Schmeichel Patris (69' Sardella), Debast, Vertonghen , Augustinsson Rits, Leoni, Diawara (90' Arnstad) Dreyer (89' Stroeykens), Vázquez, Hazard (81' Lonwijk)                       |                                                                          |
| 30 september 2023 16:00 Kehrwegstadion Eupen Ref.: Brent Staessens Toeschouwers: 7.399                      | Nuhu 38'                                                    | 0 – 1 1 – 1 1 – 2 1 – 3             | 1' Dreyer 67' Paeshuyse 88' Vázquez            | Schmeichel Patris (69' Sardella), Debast, Vertonghen , Augustinsson Rits, Leoni, Diawara (90' Arnstad) Dreyer (89' Stroeykens), Vázquez, Hazard (81' Lonwijk)                       |                                                                          |
| 7 oktober 2023 20:45 Lotto Park Anderlecht Ref.: Nicolas Laforge Toeschouwers: 21.500                       | Anderlecht                                                  | 3 – 1                               | KV Mechelen                                    | Schmeichel Sardella, Debast, Vertonghen , Augustinsson Stroeykens (75' Arnstad), Rits, Leoni (90+4' Diawara) Dreyer (90+4' Flips), Dolberg (82' Vázquez), Hazard (82' Amuzu)        | 58' Leoni 69' Sardella                                                   |
| 7 oktober 2023 20:45 Lotto Park Anderlecht Ref.: Nicolas Laforge Toeschouwers: 21.500                       | Stroeykens 14' Dolberg 60' Amuzu 90+3'                      | 1 – 0 2 – 0 2 – 1 3 – 1             | 73' Storm                                      | Schmeichel Sardella, Debast, Vertonghen , Augustinsson Stroeykens (75' Arnstad), Rits, Leoni (90+4' Diawara) Dreyer (90+4' Flips), Dolberg (82' Vázquez), Hazard (82' Amuzu)        | 58' Leoni 69' Sardella                                                   |
| 22 oktober 2023 18:30 Maurice Dufrasnestadion Luik Ref.: Jonathan Lardot Toeschouwers: 26.864               | Standard Luik                                               | 3 – 2                               | Anderlecht                                     | Schmeichel Sardella, Debast, Vertonghen , Augustinsson (80' N'Diaye) Stroeykens (66' Arnstad), Rits (77' Flips), Leoni Dreyer (66' Amuzu), Dolberg, Hazard (65' Vázquez)            | 60' Hazard 90+1' Debast 90+2' Schmeichel                                 |
| 22 oktober 2023 18:30 Maurice Dufrasnestadion Luik Ref.: Jonathan Lardot Toeschouwers: 26.864               | Alzate 52' Kawabe 55' Ngoy 61'                              | 0 – 1 0 – 2 1 – 2 2 – 2 3 – 2       | 18' Dolberg 24' Dreyer                         | Schmeichel Sardella, Debast, Vertonghen , Augustinsson (80' N'Diaye) Stroeykens (66' Arnstad), Rits (77' Flips), Leoni Dreyer (66' Amuzu), Dolberg, Hazard (65' Vázquez)            | 60' Hazard 90+1' Debast 90+2' Schmeichel                                 |
| 28 oktober 2023 20:45 Lotto Park Anderlecht Ref.: Nathan Verboomen Toeschouwers: 21.500                     | Anderlecht                                                  | 5 – 1                               | OH Leuven                                      | Schmeichel Sardella, Debast, Vertonghen , Augustinsson (84' N'Diaye) Stroeykens (76' Vázquez), Rits, Leoni (76' Diawara) Dreyer, Dolberg (85' Flips), Hazard (75' Arnstad)          | 14' Sardella                                                             |
| 28 oktober 2023 20:45 Lotto Park Anderlecht Ref.: Nathan Verboomen Toeschouwers: 21.500                     | Dreyer 12' Dreyer 42' Dolberg 47' Stroeykens 52' Dreyer 86' | 0 – 1 1 – 1 2 – 1 3 – 1 4 – 1 5 – 1 | 6' Misao                                       | Schmeichel Sardella, Debast, Vertonghen , Augustinsson (84' N'Diaye) Stroeykens (76' Vázquez), Rits, Leoni (76' Diawara) Dreyer, Dolberg (85' Flips), Hazard (75' Arnstad)          | 14' Sardella                                                             |
| 5 november 2023 13:30 Jan Breydelstadion Brugge Ref.: Jan Boterberg Toeschouwers: 6.908                     | Cercle Brugge                                               | 0 – 3                               | Anderlecht                                     | Schmeichel Sardella, Debast, Vertonghen (86' N'Diaye), Augustinsson Delaney (70' Arnstad), Rits, Stroeykens (79' Amuzu) Dreyer, Dolberg (86' Vázquez), Hazard (86' Flips)           | 15' Augustinsson 25' Debast 35' Rits                                     |
| 5 november 2023 13:30 Jan Breydelstadion Brugge Ref.: Jan Boterberg Toeschouwers: 6.908                     |                                                             | 0 – 1 0 – 2 0 – 3                   | 37' Dolberg 40' Dreyer 59' Stroeykens          | Schmeichel Sardella, Debast, Vertonghen (86' N'Diaye), Augustinsson Delaney (70' Arnstad), Rits, Stroeykens (79' Amuzu) Dreyer, Dolberg (86' Vázquez), Hazard (86' Flips)           | 15' Augustinsson 25' Debast 35' Rits                                     |
| 12 november 2023 18:30 Ghelamco Arena Gent Ref.: Jasper Vergoote Toeschouwers: 19.690                       | AA Gent                                                     | 1 – 1                               | Anderlecht                                     | Schmeichel Sardella, Debast, Vertonghen , Augustinsson (33' N'Diaye) Delaney, Rits, Stroeykens (63' Leoni) Dreyer (85' Raman), Dolberg (85' Vázquez), Hazard                        | 13' Delaney 65' Dolberg                                                  |
| 12 november 2023 18:30 Ghelamco Arena Gent Ref.: Jasper Vergoote Toeschouwers: 19.690                       | Samoise 38'                                                 | 1 – 0 1 – 1                         | 45+4' (pen.) Dolberg                           | Schmeichel Sardella, Debast, Vertonghen , Augustinsson (33' N'Diaye) Delaney, Rits, Stroeykens (63' Leoni) Dreyer (85' Raman), Dolberg (85' Vázquez), Hazard                        | 13' Delaney 65' Dolberg                                                  |
| 25 november 2023 18:30 Lotto Park Anderlecht Ref.: Erik Lambrechts Toeschouwers: 22.198                     | Anderlecht                                                  | 2 – 1                               | RWDM                                           | Schmeichel Sardella, Debast, Vertonghen , Augustinsson Delaney, Rits (89' Ashimeru), Leoni (62' Stroeykens) Dreyer, Dolberg (34' Vázquez), Flips (62' Raman)                        | 49' Flips                                                                |
| 25 november 2023 18:30 Lotto Park Anderlecht Ref.: Erik Lambrechts Toeschouwers: 22.198                     | Dreyer 74' (pen.) Vázquez 90+1'                             | 0 – 1 1 – 1 2 – 1                   | 16' Mercier                                    | Schmeichel Sardella, Debast, Vertonghen , Augustinsson Delaney, Rits (89' Ashimeru), Leoni (62' Stroeykens) Dreyer, Dolberg (34' Vázquez), Flips (62' Raman)                        | 49' Flips                                                                |
| Terugronde                                                                                                  |                                                             |                                     |                                                | |                                                                          |
| 1 december 2023 20:45 't Kuipje Westerlo Ref.: Lothar D'hondt Toeschouwers: 8.000                           | Westerlo                                                    | 1 – 3                               | Anderlecht                                     | Schmeichel Sardella (85' Patris), Debast, Vertonghen , Augustinsson Delaney (77' Ashimeru), Rits, Stroeykens (85' Flips) Dreyer, Dolberg (85' Vázquez), Raman (66' Verschaeren)     |                                                                          |
| 1 december 2023 20:45 't Kuipje Westerlo Ref.: Lothar D'hondt Toeschouwers: 8.000                           | Bos 90'                                                     | 0 – 1 0 – 2 0 – 3 1 – 3             | 19' Dreyer 67' Delaney 82' Dolberg             | Schmeichel Sardella (85' Patris), Debast, Vertonghen , Augustinsson Delaney (77' Ashimeru), Rits, Stroeykens (85' Flips) Dreyer, Dolberg (85' Vázquez), Raman (66' Verschaeren)     |                                                                          |
| 10 december 2023 18:30 Lotto Park Anderlecht Ref.: Jonathan Lardot Toeschouwers: 20.000                     | Anderlecht                                                  | 2 – 2                               | Standard Luik                                  | Schmeichel Sardella, Debast, Vertonghen , Augustinsson Delaney, Rits (85' Ashimeru), Verschaeren (63' Amuzu) Dreyer (82' Raman), Dolberg (63' Vázquez), Stroeykens (63' Leoni)      | 74' Dreyer 75' Debast                                                    |
| 10 december 2023 18:30 Lotto Park Anderlecht Ref.: Jonathan Lardot Toeschouwers: 20.000                     | Dreyer 21' Dreyer 77' (pen.)                                | 1 – 0 1 – 1 1 – 2 2 – 2             | 45+2' Kawabe 55' Kanga                         | Schmeichel Sardella, Debast, Vertonghen , Augustinsson Delaney, Rits (85' Ashimeru), Verschaeren (63' Amuzu) Dreyer (82' Raman), Dolberg (63' Vázquez), Stroeykens (63' Leoni)      | 74' Dreyer 75' Debast                                                    |
| 17 december 2023 18:30 Bosuilstadion Antwerpen Ref.: Erik Lambrechts Toeschouwers: 15.000                   | Antwerp                                                     | 1 – 1                               | Anderlecht                                     | Schmeichel Sardella, Debast, Vertonghen , Augustinsson Stroeykens (85' Diawara), Rits, Leoni (90+4' Flips) Dreyer, Dolberg (84' Vázquez), Verschaeren (76' Raman)                   | 17' Augustinsson 67' Vertonghen 70' Dreyer 90+2' Debast                  |
| 17 december 2023 18:30 Bosuilstadion Antwerpen Ref.: Erik Lambrechts Toeschouwers: 15.000                   | Ilenikhena 89'                                              | 0 – 1 1 – 1                         | 8' Leoni                                       | Schmeichel Sardella, Debast, Vertonghen , Augustinsson Stroeykens (85' Diawara), Rits, Leoni (90+4' Flips) Dreyer, Dolberg (84' Vázquez), Verschaeren (76' Raman)                   | 17' Augustinsson 67' Vertonghen 70' Dreyer 90+2' Debast                  |
| 23 december 2023 20:45 Lotto Park Anderlecht Ref.: Nathan Verboomen Toeschouwers: 20.000                    | Anderlecht                                                  | 2 – 1                               | KRC Genk                                       | Schmeichel Patris, Sardella, Delaney , Augustinsson Rits, Dreyer, Leoni Stroeykens (76' Ashimeru), Dolberg (89' Vázquez), Verschaeren (89' Angulo)                                  | 84' Leoni                                                                |
| 23 december 2023 20:45 Lotto Park Anderlecht Ref.: Nathan Verboomen Toeschouwers: 20.000                    | Leoni 74' Dreyer 90+1'                                      | 0 – 1 1 – 1 2 – 1                   | 70' Fadera                                     | Schmeichel Patris, Sardella, Delaney , Augustinsson Rits, Dreyer, Leoni Stroeykens (76' Ashimeru), Dolberg (89' Vázquez), Verschaeren (89' Angulo)                                  | 84' Leoni                                                                |
| 27 december 2023 20:45 Lotto Park Anderlecht Ref.: Lothar D'hondt Toeschouwers: 20.000                      | Anderlecht                                                  | 2 – 0                               | Cercle Brugge                                  | Schmeichel Sardella (45+1' Patris), Debast, Delaney (64' Arnstad), Augustinsson Rits (46' Vázquez), Verschaeren, Leoni Dreyer, Dolberg (45+1' Hazard), Stroeykens (89' Ashimeru)    | 53' Delaney                                                              |
| 27 december 2023 20:45 Lotto Park Anderlecht Ref.: Lothar D'hondt Toeschouwers: 20.000                      | Dreyer 10' Vázquez 52'                                      | 1 – 0 2 – 0                         |                                                | Schmeichel Sardella (45+1' Patris), Debast, Delaney (64' Arnstad), Augustinsson Rits (46' Vázquez), Verschaeren, Leoni Dreyer, Dolberg (45+1' Hazard), Stroeykens (89' Ashimeru)    | 53' Delaney                                                              |
| 21 januari 2024 18:30 King Power at Den Dreef Stadion Heverlee Ref.: Bram Van Driessche Toeschouwers: 9.057 | OH Leuven                                                   | 1 – 1                               | Anderlecht                                     | Schmeichel Patris, Debast, Vertonghen , Augustinsson Rits (80' Stroeykens), Verschaeren, Leoni Dreyer, Dolberg (85' Vázquez), Hazard (85' Angulo)                                   | 43' Patris 69' Debast                                                    |
| 21 januari 2024 18:30 King Power at Den Dreef Stadion Heverlee Ref.: Bram Van Driessche Toeschouwers: 9.057 | Maziz 10'                                                   | 1 – 0 1 – 1                         | 70' Patris                                     | Schmeichel Patris, Debast, Vertonghen , Augustinsson Rits (80' Stroeykens), Verschaeren, Leoni Dreyer, Dolberg (85' Vázquez), Hazard (85' Angulo)                                   | 43' Patris 69' Debast                                                    |
| 28 januari 2024 18:30 Lotto Park Anderlecht Ref.: Jasper Vergoote Toeschouwers: 21.900                      | Anderlecht                                                  | 2 – 2                               | Union Sint-Gillis                              | Schmeichel Patris, Debast, Vertonghen , Arnstad (90' Bouchouari) Rits, Stroeykens (90' Degreef), Leoni (69' Hazard) Dreyer, Dolberg (69' Vázquez), Verschaeren (82' Angulo)         | 57' Stroeykens 66' Arnstad 90+4' Angulo                                  |
| 28 januari 2024 18:30 Lotto Park Anderlecht Ref.: Jasper Vergoote Toeschouwers: 21.900                      | Vertonghen 35' Hazard 90+2'                                 | 0 – 1 0 – 2 1 – 2 2 – 2             | 8' Nilsson 29' Amoura                          | Schmeichel Patris, Debast, Vertonghen , Arnstad (90' Bouchouari) Rits, Stroeykens (90' Degreef), Leoni (69' Hazard) Dreyer, Dolberg (69' Vázquez), Verschaeren (82' Angulo)         | 57' Stroeykens 66' Arnstad 90+4' Angulo                                  |
| 1 februari 2024 20:30 AFAS Stadion Achter de Kazerne Mechelen Ref.: Wesli De Cremer Toeschouwers: 11.825    | KV Mechelen                                                 | 2 – 2                               | Anderlecht                                     | Schmeichel Patris, Debast, Vertonghen , Arnstad Rits, Stroeykens, Leoni (68' Verschaeren) Dreyer, Dolberg (74' Vázquez), Hazard                                                     | 39' Stroeykens                                                           |
| 1 februari 2024 20:30 AFAS Stadion Achter de Kazerne Mechelen Ref.: Wesli De Cremer Toeschouwers: 11.825    | Antonio 53' Hairemans 90' (pen.)                            | 0 – 1 1 – 1 1 – 2 2 – 2             | 8' Hazard 78' Vázquez                          | Schmeichel Patris, Debast, Vertonghen , Arnstad Rits, Stroeykens, Leoni (68' Verschaeren) Dreyer, Dolberg (74' Vázquez), Hazard                                                     | 39' Stroeykens                                                           |
| 4 februari 2024 18:30 Lotto Park Anderlecht Ref.: Nicolas Laforge Toeschouwers: 21.900                      | Anderlecht                                                  | 1 – 0                               | AA Gent                                        | Schmeichel Patris, Debast, Vertonghen , Arnstad Rits, Stroeykens (90+5' Gattoni), Verschaeren (71' Leoni) Dreyer, Vázquez (82' Dolberg), Hazard (82' Angulo)                        | 90+7' Patris                                                             |
| 4 februari 2024 18:30 Lotto Park Anderlecht Ref.: Nicolas Laforge Toeschouwers: 21.900                      | Dreyer 45+1' (pen.)                                         | 1 – 0                               |                                                | Schmeichel Patris, Debast, Vertonghen , Arnstad Rits, Stroeykens (90+5' Gattoni), Verschaeren (71' Leoni) Dreyer, Vázquez (82' Dolberg), Hazard (82' Angulo)                        | 90+7' Patris                                                             |
| 11 februari 2024 18:30 Stade du Pays de Charleroi Charleroi Ref.: Erik Lambrechts Toeschouwers: 11.834      | Charleroi                                                   | 1 – 3                               | Anderlecht                                     | Schmeichel Patris, Debast, Vertonghen , Arnstad Rits, Stroeykens (63' Leoni), Verschaeren (90+12' Gattoni) Dreyer (90+13' Monticelli), Dolberg (63' Vázquez), Hazard (90+3' Angulo) |                                                                          |
| 11 februari 2024 18:30 Stade du Pays de Charleroi Charleroi Ref.: Erik Lambrechts Toeschouwers: 11.834      | Dari 42'                                                    | 0 – 1 0 – 2 1 – 2 1 – 3             | 6' (e.d.) Van Cleemput 29' Dolberg 85' Vázquez | Schmeichel Patris, Debast, Vertonghen , Arnstad Rits, Stroeykens (63' Leoni), Verschaeren (90+12' Gattoni) Dreyer (90+13' Monticelli), Dolberg (63' Vázquez), Hazard (90+3' Angulo) |                                                                          |
| 18 februari 2024 18:30 Lotto Park Anderlecht Ref.: Bram Van Driessche Toeschouwers: 21.900                  | Anderlecht                                                  | 4 – 1                               | STVV                                           | Schmeichel Patris (63' Sardella), Debast, Vertonghen , Arnstad (63' Augustinsson) Rits (72' Leoni), Stroeykens, Verschaeren Dreyer, Dolberg (72' Vázquez), Hazard (82' Colassin)    | 83' Stroeykens                                                           |
| 18 februari 2024 18:30 Lotto Park Anderlecht Ref.: Bram Van Driessche Toeschouwers: 21.900                  | Hazard 49' Stroeykens 52' Dolberg 55' Vázquez 75' (pen.)    | 0 – 1 1 – 1 2 – 1 3 – 1 4 – 1       | 8' Steuckers                                   | Schmeichel Patris (63' Sardella), Debast, Vertonghen , Arnstad (63' Augustinsson) Rits (72' Leoni), Stroeykens, Verschaeren Dreyer, Dolberg (72' Vázquez), Hazard (82' Colassin)    | 83' Stroeykens                                                           |
| 25 februari 2024 13:30 Jan Breydelstadion Brugge Ref.: Erik Lambrechts Toeschouwers: 26.056                 | Club Brugge                                                 | 1 – 2                               | Anderlecht                                     | Schmeichel Sardella (76' Patris), Debast, Vertonghen , Augustinsson Rits (76' Vázquez), Stroeykens, Verschaeren (52' Leoni) Dreyer, Dolberg (90' Angulo), Hazard                    | 56' Sardella 72' Dolberg 90' Vertonghen 90+2' Hazard                     |
| 25 februari 2024 13:30 Jan Breydelstadion Brugge Ref.: Erik Lambrechts Toeschouwers: 26.056                 | Jutglà 18'                                                  | 1 – 0 1 – 1 1 – 2                   | 79' Vázquez 90+1' Angulo                       | Schmeichel Sardella (76' Patris), Debast, Vertonghen , Augustinsson Rits (76' Vázquez), Stroeykens, Verschaeren (52' Leoni) Dreyer, Dolberg (90' Angulo), Hazard                    | 56' Sardella 72' Dolberg 90' Vertonghen 90+2' Hazard                     |
| 3 maart 2024 18:30 Lotto Park Anderlecht Ref.: Wim Smet Toeschouwers: 22.900                                | Anderlecht                                                  | 1 – 0                               | KAS Eupen                                      | Schmeichel Sardella, Debast , Gattoni, Augustinsson Leoni (84' Delaney), Rits (73' Verschaeren), Stroeykens Dreyer (82' Angulo), Dolberg (82' Vázquez), Hazard                      | 63' Debast 90+1' Hazard                                                  |
| 3 maart 2024 18:30 Lotto Park Anderlecht Ref.: Wim Smet Toeschouwers: 22.900                                | Hazard 9'                                                   | 1 – 0                               |                                                | Schmeichel Sardella, Debast , Gattoni, Augustinsson Leoni (84' Delaney), Rits (73' Verschaeren), Stroeykens Dreyer (82' Angulo), Dolberg (82' Vázquez), Hazard                      | 63' Debast 90+1' Hazard                                                  |
| 9 maart 2024 20:45 Edmond Machtensstadion Sint-Jans-Molenbeek Ref.: Nicolas Laforge Toeschouwers: 9.200     | RWDM                                                        | 0 – 3                               | Anderlecht                                     | Schmeichel Sardella, Debast (82' Gattoni), Vertonghen , Augustinsson Verschaeren (69' Arnstad), Leoni, Stroeykens (64' Delaney) Dreyer (64' Vázquez), Dolberg, Hazard               | 50' Hazard                                                               |
| 9 maart 2024 20:45 Edmond Machtensstadion Sint-Jans-Molenbeek Ref.: Nicolas Laforge Toeschouwers: 9.200     |                                                             | 0 – 1 0 – 2 0 – 3                   | 10' Vertonghen 18' Dreyer 31' (pen.) Dolberg   | Schmeichel Sardella, Debast (82' Gattoni), Vertonghen , Augustinsson Verschaeren (69' Arnstad), Leoni, Stroeykens (64' Delaney) Dreyer (64' Vázquez), Dolberg, Hazard               | 50' Hazard                                                               |
| 16 maart 2024 20:45 Lotto Park Anderlecht Ref.: Erik Lambrechts Toeschouwers: 21.900                        | Anderlecht                                                  | 0 – 1                               | KV Kortrijk                                    | Schmeichel Sardella, Debast, Vertonghen , Augustinsson Verschaeren (11' Stroeykens), Rits (80' Angulo), Delaney (61' Leoni) Dreyer, Dolberg, Vázquez (61' Hazard)                   | 62' Rits                                                                 |
| 16 maart 2024 20:45 Lotto Park Anderlecht Ref.: Erik Lambrechts Toeschouwers: 21.900                        |                                                             | 0 – 1                               | 79' Davies                                     | Schmeichel Sardella, Debast, Vertonghen , Augustinsson Verschaeren (11' Stroeykens), Rits (80' Angulo), Delaney (61' Leoni) Dreyer, Dolberg, Vázquez (61' Hazard)                   | 62' Rits                                                                 |

#### Overzicht
| Speeldag  | 1  | 2 | 3 | 4 | 5  | 6  | 7  | 8  | 9  | 10 | 11 | 12 | 13 | 14 | 15 | 16 | 17 | 18 | 19 | 20 | 21 | 22 | 23 | 24 | 25 | 26 | 27 | 28 | 29 | 30 |
| --------- | -- | - | - | - | -- | -- | -- | -- | -- | -- | -- | -- | -- | -- | -- | -- | -- | -- | -- | -- | -- | -- | -- | -- | -- | -- | -- | -- | -- | -- |
| Resultaat | v  | w | w | w | w  | g  | g  | g  | w  | w  | v  | w  | w  | g  | w  | w  | g  | g  | w  | w  | g  | g  | g  | w  | w  | w  | w  | w  | w  | v  |
| Punten    | 0  | 3 | 6 | 9 | 12 | 13 | 14 | 15 | 18 | 21 | 21 | 24 | 27 | 28 | 31 | 34 | 35 | 36 | 39 | 42 | 43 | 44 | 45 | 48 | 51 | 54 | 57 | 60 | 63 | 63 |
| Positie   | 15 | 9 | 7 | 4 | 1  | 2  | 2  | 4  | 3  | 2  | 2  | 2  | 2  | 2  | 2  | 2  | 2  | 2  | 2  | 2  | 2  | 2  | 2  | 2  | 2  | 2  | 2  | 2  | 2  | 2  |

### Champions' play-off

#### Wedstrijden
| Champions' play-off                                                                      |                                           |                         |                    | |                                                                       |
| Wedstrijddetails                                                                         | Thuisploeg                                | Uitslag                 | Uitploeg           | Opstelling | Kaarten                                                               |
| Heenronde                                                                                |                                           |                         |                    | |                                                                       |
| 30 maart 2024 20:45 Lotto Park Anderlecht Ref.: Jasper Vergoote Toeschouwers: 21.900     | Anderlecht                                | 1 – 0                   | Antwerp            | Schmeichel Sardella, Debast, Vertonghen , Augustinsson Stroeykens (75' Amuzu), Rits (74' Delaney), Leoni Dreyer, Dolberg (81' Vázquez), Hazard (90+3' Ashimeru)                | 73' Hazard 78' Delaney                                                |
| 30 maart 2024 20:45 Lotto Park Anderlecht Ref.: Jasper Vergoote Toeschouwers: 21.900     | Sardella 52'                              | 1 – 0                   |                    | Schmeichel Sardella, Debast, Vertonghen , Augustinsson Stroeykens (75' Amuzu), Rits (74' Delaney), Leoni Dreyer, Dolberg (81' Vázquez), Hazard (90+3' Ashimeru)                | 73' Hazard 78' Delaney                                                |
| 7 april 2024 18:30 Jan Breydelstadion Brugge Ref.: Jonathan Lardot Toeschouwers: 24.200  | Club Brugge                               | 3 – 1                   | Anderlecht         | Schmeichel Sardella, Debast, Vertonghen , Augustinsson Delaney (64' Amuzu), Leoni, Stroeykens (65' Ashimeru) Dreyer, Dolberg (76' Vázquez), Hazard (76' Angulo)                | 29' Hazard 45+1' Delaney 66' Ashimeru 84' Sardella 90+5' Augustinsson |
| 7 april 2024 18:30 Jan Breydelstadion Brugge Ref.: Jonathan Lardot Toeschouwers: 24.200  | Mechele 3' Onyedika 61' Onyedika 89'      | 1 – 0 2 – 0 3 – 0 3 – 1 | 90+1' Dreyer       | Schmeichel Sardella, Debast, Vertonghen , Augustinsson Delaney (64' Amuzu), Leoni, Stroeykens (65' Ashimeru) Dreyer, Dolberg (76' Vázquez), Hazard (76' Angulo)                | 29' Hazard 45+1' Delaney 66' Ashimeru 84' Sardella 90+5' Augustinsson |
| 14 april 2024 18:30 Lotto Park Anderlecht Ref.: Erik Lambrechts Toeschouwers: 21.500     | Anderlecht                                | 2 – 1                   | Union Sint-Gillis  | Schmeichel Sardella, Debast, Vertonghen , Augustinsson Leoni, Rits, Stroeykens (68' Gattoni) Dreyer (68' Delaney), Dolberg (83' Vázquez), Hazard (37' Amuzu)                   | 29' Debast 49' Leoni 57' Rits 64' Debast                              |
| 14 april 2024 18:30 Lotto Park Anderlecht Ref.: Erik Lambrechts Toeschouwers: 21.500     | Dolberg 11' Amuzu 76'                     | 1 – 0 1 – 1 2 – 1       | 67' (pen.) Puertas | Schmeichel Sardella, Debast, Vertonghen , Augustinsson Leoni, Rits, Stroeykens (68' Gattoni) Dreyer (68' Delaney), Dolberg (83' Vázquez), Hazard (37' Amuzu)                   | 29' Debast 49' Leoni 57' Rits 64' Debast                              |
| 20 april 2024 20:45 Cegeka Arena Genk Ref.: Jonathan Lardot Toeschouwers: 21.045         | KRC Genk                                  | 2 – 1                   | Anderlecht         | Schmeichel Sardella, Gattoni, Vertonghen , Augustinsson Leoni (46' Delaney), Rits, Stroeykens (69' Ashimeru) Dreyer (68' Delaney), Dolberg (79' Angulo), Amuzu (69' Vázquez)   | 38' Amuzu                                                             |
| 20 april 2024 20:45 Cegeka Arena Genk Ref.: Jonathan Lardot Toeschouwers: 21.045         | Arokodare 14' Zeqiri 90+1' (pen.)         | 1 – 0 1 – 1 2 – 1       | 75' Dreyer         | Schmeichel Sardella, Gattoni, Vertonghen , Augustinsson Leoni (46' Delaney), Rits, Stroeykens (69' Ashimeru) Dreyer (68' Delaney), Dolberg (79' Angulo), Amuzu (69' Vázquez)   | 38' Amuzu                                                             |
| 24 april 2024 20:30 Lotto Park Anderlecht Ref.: Bram Van Driessche Toeschouwers: 21.000  | Anderlecht                                | 3 – 0                   | Cercle Brugge      | Schmeichel (46' Coosemans) Sardella, Debast, Vertonghen , Augustinsson (83' N'Diaye) Delaney (69' Ashimeru), Rits, Leoni Dreyer (37' Amuzu), Dolberg, Stroeykens (70' Vázquez) | 90' Vázquez                                                           |
| 24 april 2024 20:30 Lotto Park Anderlecht Ref.: Bram Van Driessche Toeschouwers: 21.000  | Leoni 30' Dreyer 33' Leoni 56'            | 1 – 0 2 – 0 3 – 0       |                    | Schmeichel (46' Coosemans) Sardella, Debast, Vertonghen , Augustinsson (83' N'Diaye) Delaney (69' Ashimeru), Rits, Leoni Dreyer (37' Amuzu), Dolberg, Stroeykens (70' Vázquez) | 90' Vázquez                                                           |
| Terugronde                                                                               |                                           |                         |                    | |                                                                       |
| 28 april 2024 16:00 Jan Breydelstadion Brugge Ref.: Erik Lambrechts Toeschouwers: 6.920  | Cercle Brugge                             | 1 – 1                   | Anderlecht         | Coosemans Sardella, Debast, Vertonghen , Augustinsson Delaney, Rits, Leoni (68' Ashimeru) Dolberg (68' Amuzu), Vázquez, Stroeykens (79' Angulo)                                | 89' Amuzu                                                             |
| 28 april 2024 16:00 Jan Breydelstadion Brugge Ref.: Erik Lambrechts Toeschouwers: 6.920  | Daland 51'                                | 0 – 1 1 – 1             | 11' Stroeykens     | Coosemans Sardella, Debast, Vertonghen , Augustinsson Delaney, Rits, Leoni (68' Ashimeru) Dolberg (68' Amuzu), Vázquez, Stroeykens (79' Angulo)                                | 89' Amuzu                                                             |
| 5 mei 2024 18:30 Joseph Marienstadion Vorst Ref.: Bram Van Driessche Toeschouwers: 8.615 | Union Sint-Gillis                         | 0 – 0                   | Anderlecht         | Schmeichel Sardella, Debast, Vertonghen (33' Gattoni), Augustinsson Delaney, Rits, Ashimeru (68' Verschaeren) Dreyer, Dolberg (84' Vázquez), Stroeykens (68' Amuzu)            | 33' Sardella                                                          |
| 5 mei 2024 18:30 Joseph Marienstadion Vorst Ref.: Bram Van Driessche Toeschouwers: 8.615 |                                           |                         |                    | Schmeichel Sardella, Debast, Vertonghen (33' Gattoni), Augustinsson Delaney, Rits, Ashimeru (68' Verschaeren) Dreyer, Dolberg (84' Vázquez), Stroeykens (68' Amuzu)            | 33' Sardella                                                          |
| 11 mei 2024 18:00 Lotto Park Anderlecht Ref.: Lawrence Visser Toeschouwers: 22.000       | Anderlecht                                | 2 – 1                   | KRC Genk           | Schmeichel Sardella, Debast , Gattoni, Augustinsson Verschaeren (46' Amuzu), Rits, Delaney Dreyer (90+2' Angulo), Dolberg (80' Vázquez), Stroeykens (73' Leoni)                | 42' Delaney                                                           |
| 11 mei 2024 18:00 Lotto Park Anderlecht Ref.: Lawrence Visser Toeschouwers: 22.000       | Verschaeren 44' Dolberg 70'               | 1 – 0 2 – 0 2 – 1       | 75' Arokodare      | Schmeichel Sardella, Debast , Gattoni, Augustinsson Verschaeren (46' Amuzu), Rits, Delaney Dreyer (90+2' Angulo), Dolberg (80' Vázquez), Stroeykens (73' Leoni)                | 42' Delaney                                                           |
| 18 mei 2024 18:00 Lotto Park Anderlecht Ref.: Erik Lambrechts Toeschouwers: 21.900       | Anderlecht                                | 0 – 1                   | Club Brugge        | Schmeichel Sardella, Debast , Gattoni, Augustinsson (84' N'Diaye) Verschaeren (72' Leoni), Rits, Stroeykens Dreyer, Dolberg (72' Vázquez), Amuzu (72' Angulo)                  | 88' Debast                                                            |
| 18 mei 2024 18:00 Lotto Park Anderlecht Ref.: Erik Lambrechts Toeschouwers: 21.900       |                                           | 0 – 1                   | 29' Odoi           | Schmeichel Sardella, Debast , Gattoni, Augustinsson (84' N'Diaye) Verschaeren (72' Leoni), Rits, Stroeykens Dreyer, Dolberg (72' Vázquez), Amuzu (72' Angulo)                  | 88' Debast                                                            |
| 26 mei 2024 18:30 Bosuilstadion Antwerpen Ref.: Bram Van Driessche Toeschouwers: 16.500  | Antwerp                                   | 3 – 1                   | Anderlecht         | Coosemans Patris, Debast , Gattoni (90+1' N'Diaye), Augustinsson Delaney (80' Angulo), Rits, Leoni (90+1' Ure) Dreyer, Dolberg (64' Vázquez), Verschaeren (64' Stroeykens)     | 90+7' Patris                                                          |
| 26 mei 2024 18:30 Bosuilstadion Antwerpen Ref.: Bram Van Driessche Toeschouwers: 16.500  | Matazo 63' Doumbia 90+3' Balikwisha 90+7' | 0 – 1 1 – 1 2 – 1 3 – 1 | 41' Dreyer         | Coosemans Patris, Debast , Gattoni (90+1' N'Diaye), Augustinsson Delaney (80' Angulo), Rits, Leoni (90+1' Ure) Dreyer, Dolberg (64' Vázquez), Verschaeren (64' Stroeykens)     | 90+7' Patris                                                          |

#### Overzicht
| Speeldag  | 1  | 2  | 3  | 4  | 5  | 6  | 7  | 8  | 9  | 10 |
| --------- | -- | -- | -- | -- | -- | -- | -- | -- | -- | -- |
| Resultaat | w  | v  | w  | v  | w  | g  | g  | w  | v  | v  |
| Punten    | 35 | 35 | 38 | 38 | 41 | 42 | 43 | 46 | 46 | 46 |
| Positie   | 2  | 2  | 1  | 1  | 1  | 1  | 2  | 1  | 3  | 3  |

## Beker van België
| Beker van België                                                                                       |                                    |                   |               | |                                          |
| Wedstrijddetails                                                                                       | Thuisploeg                         | Uitslag           | Uitploeg      | Opstelling | Kaarten                                  |
| 1/16de finale                                                                                          |                                    |                   |               | |                                          |
| 31 oktober 2023 20:30 Stade Communal du Tivoli La Louvière Ref.: Matonga Simonini Toeschouwers: 12.500 | RAAL La Louvière (1e Nat.)         | 0 – 1             | Anderlecht    | Dupé Patris (71' Sardella), Debast , Lissens, N'Diaye Diawara, Delaney (46' Degreef), Arnstad Raman (71' Dolberg), Flips (89' Monticelli), Vázquez (71' Hazard)        | 74' N'Diaye                              |
| 31 oktober 2023 20:30 Stade Communal du Tivoli La Louvière Ref.: Matonga Simonini Toeschouwers: 12.500 |                                    | 0 – 1             | 19' Raman     | Dupé Patris (71' Sardella), Debast , Lissens, N'Diaye Diawara, Delaney (46' Degreef), Arnstad Raman (71' Dolberg), Flips (89' Monticelli), Vázquez (71' Hazard)        | 74' N'Diaye                              |
| 1/8ste finale                                                                                          |                                    |                   |               | |                                          |
| 7 december 2023 20:30 Lotto Park Anderlecht Ref.: Bram Van Driessche Toeschouwers: 22.200              | Anderlecht                         | 2 – 0             | Standard Luik | Dupé Sardella, Debast, Vertonghen , N'Diaye (87' Patris) Rits, Stroeykens (80' Degreef), Delaney (80' Ashimeru) Dreyer, Dolberg (71' Vázquez), Verschaeren (71' Leoni) | 53' Sardella 69' Stroeykens 85' Ashimeru |
| 7 december 2023 20:30 Lotto Park Anderlecht Ref.: Bram Van Driessche Toeschouwers: 22.200              | Stroeykens 31' Dreyer 51'          | 1 – 0 2 – 0       |               | Dupé Sardella, Debast, Vertonghen , N'Diaye (87' Patris) Rits, Stroeykens (80' Degreef), Delaney (80' Ashimeru) Dreyer, Dolberg (71' Vázquez), Verschaeren (71' Leoni) | 53' Sardella 69' Stroeykens 85' Ashimeru |
| Kwartfinale                                                                                            |                                    |                   |               | |                                          |
| 25 januari 2024(1) 20:30 Joseph Marienstadion Vorst Ref.: Lothar D'hondt Toeschouwers: 9.400           | Union Sint-Gillis                  | 2 – 1             | Anderlecht    | Schmeichel Bouchouari (63' Vázquez), Debast, Vertonghen , Augustinsson (76' Degreef) Verschaeren, Rits (70' Stroeykens), Leoni Dreyer, Dolberg, Hazard                 | 24' Leoni 53' Rits                       |
| 25 januari 2024(1) 20:30 Joseph Marienstadion Vorst Ref.: Lothar D'hondt Toeschouwers: 9.400           | Lapoussin 26' Rodríguez 62' (pen.) | 1 – 0 2 – 0 2 – 1 | 90+4' Dreyer  | Schmeichel Bouchouari (63' Vázquez), Debast, Vertonghen , Augustinsson (76' Degreef) Verschaeren, Rits (70' Stroeykens), Leoni Dreyer, Dolberg, Hazard                 | 24' Leoni 53' Rits                       |

(1): Deze wedstrijd stond oorspronkelijk gepland op 17 januari, maar werd uitgesteld omwille van sneeuwval.